# Guerra civil finlandesa
La guerra civil finlandesa o guerra civil finesa (del 27 de enero al 15 de mayo de 1918) fue parte del caos social y nacionalista ocasionado en Europa en las postrimerías de la Primera Guerra Mundial. De un lado se encontraban las fuerzas socialdemócratas dirigidas por la delegación popular de Finlandia, comúnmente conocidos como «rojos» (punaiset). Del otro lado se encontraban las fuerzas del senado, controladas desde el otoño anterior por los conservadores —quienes pretendían mantener el statu quo; es decir, conservar la independencia y la monarquía constitucional sin parlamentarismo—, popularmente conocidos como «blancos» (valkoiset). Los rojos recibieron la ayuda de la Rusia bolchevique, mientras que los blancos fueron apoyados militarmente por el Segundo Imperio Alemán.
Los finlandeses tienen muchos nombres para este conflicto: vapaussota ('guerra de la libertad'), kansalaissota o sisällissota ('guerra civil'), luokkasota ('guerra de clases'), punakapina ('Rebelión roja'), torpparikapina ('Rebelión de los minifundistas'), veljessota ('guerra entre hermanos') e incluso vallankumous ('Revolución'). Los historiadores actuales señalan que todos estos nombres diferentes son igual de válidos, aunque difieren en sus cargas propagandísticas.
Las revoluciones de febrero y octubre de 1917 precipitaron la derrota y total colapso del Imperio ruso, cuya caída repercutió en la ruptura de la sociedad finlandesa. Los socialdemócratas y los conservadores compitieron por el liderazgo del Estado finlandés, que basculó de la izquierda a la derecha en 1917. Ambos grupos colaboraron con las fuerzas políticas correspondientes en Rusia, ahondando en la brecha nacional abierta.
Puesto que Finlandia no disponía de ejército o policía definidos después de marzo de 1917, ambos bandos comenzaron a reclutar sus propios grupos de seguridad, lo que llevó al surgimiento de dos tropas independientes, la Guardia Blanca y la Guardia Roja. Entre los finlandeses se extendió una atmósfera de tensión política y miedo, hasta que en enero de 1918 la espiral de violencia condujo al estallido de la contienda.
Los blancos resultaron victoriosos en la consiguiente guerra, y pasaron desde la esfera de influencia rusa a la alemana. El senado conservador intentó establecer una monarquía finlandesa, con un rey alemán: el príncipe Federico Carlos de Hesse-Kassel, pero, tras la derrota alemana en la Gran Guerra, Finlandia emergió como una república democrática independiente.
La guerra civil sigue siendo el evento más controvertido y emocional en la historia de la Finlandia moderna, y han existido disputas sobre el nombre que debía darse al conflicto. Aproximadamente 37 000 personas murieron durante el conflicto, lo que incluye tanto bajas en el frente como muertes causadas por campañas de terror político y un alto índice de mortandad en los campos de prisioneros. Desarticuló la economía finlandesa y dividió el aparato político y la nación finlandesa durante muchos años. El país se cohesionó lentamente gracias a compromisos por parte de los partidos políticos moderados y concesiones desde la izquierda y la derecha.

## Antecedentes

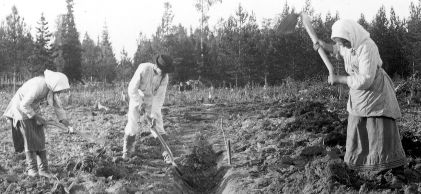
Labradores en el campo. Muchos finlandeses se dedicaban a la agricultura y a la artesanía, y no ejercían apenas influencia política en la sociedad de clases existente, previa a la reforma parlamentaria de 1906.

El principal factor detrás de la guerra civil finlandesa fue la Primera Guerra Mundial. Tanto el Imperio alemán como el Imperio ruso tenían intereses políticos, económicos y militares en el país nórdico, y el conflicto precipitó el colapso de Rusia, principalmente con las revoluciones de febrero y octubre de 1917. Esto condujo a un gran vacío de poder en el autónomo Gran Ducado de Finlandia, nacido en 1809 como resultado del paneslavismo ruso y sin fuerzas armadas desde el intento de rusificación de 1899, que intentó limitar la autonomía finlandesa desde San Petersburgo. Los finlandeses llaman a este hecho el primer periodo de opresión 1899-1905.  Como resultado, por primera vez nacieron en Finlandia planes para la obtención de su soberanía nacional y consecuente separación de Rusia.
Hasta el primer periodo de rusificación, el senado de Finlandia había seguido una política conservadora y leal hacia Rusia, asegurándose de mantener los intereses nacionales y la autonomía de la que disfrutaba dentro del marco territorial ruso. En comparación con otras partes del imperio, las relaciones ruso-finlandesas se habían mantenido excepcionalmente pacíficas y estables. Con la alteración de esta política, los finlandeses comenzaron a oponerse fuertemente al sistema imperial. Nacieron varios grupos políticos con ideas contradictorias, entre ellos el radical movimiento activista, que colaboró con la Alemania imperial durante la Primera Guerra Mundial.
- La radicalización de la derecha se produjo como respuesta a las tentativas rusas de hegemonía cultural y constitucional, lo que a largo plazo llevaría a colaborar abiertamente con la Alemania imperial, que había emergido como una gran potencia en la región báltica tras su unificación en 1871.
- La radicalización de la izquierda vino motivada principalmente como reacción ante la precaria situación de un creciente grupo social de campesinos, los Torpparit, que no disponían de tierras propias para cultivar. Además, la Revolución industrial había empezado a dejar sentir sus efectos en el sur de Finlandia, abriendo aún más la brecha entre las clases humildes y las clases acomodadas.

La opresión rusa había actuado como enemigo común al que ambos sectores enfocaban su odio, pero con el desmoronamiento de ésta tras la caída del Imperio ruso, las diferencias entre clases desembocaron en un conflicto social abierto.
Las razones principales para la gradual tensión existente entre los finlandeses venían del gobierno autocrático y la nada democrática sociedad de clases basada en estamentos, existente en el Gran Ducado y originada bajo el régimen sueco del siglo XVII, la cual había dividido a la sociedad finlandesa en dos grupos diferenciados social, económica y políticamente.
La dirección finlandesa no solo se oponía a la rusificación, sino que también buscaba el desarrollo de una política interna que abordara los problemas sociales y respondiera a la necesidad democrática del pueblo. La población finlandesa creció rápidamente en el siglo XIX, dando origen a una clase de trabajadores industriales y agrarios y de campesinos sin propiedades. La Revolución industrial y la libertad económica llegaron a Finlandia más tarde que a la Europa occidental, (1840-1870), debido al gobierno de la familia Romanov. Esto implicaba que algunos de los problemas sociales asociados con la industrialización disminuyeran tras aprender del ejemplo de países como Inglaterra. Las condiciones sociales, el nivel de vida y la autoconfianza de los trabajadores mejoraron paulatinamente entre 1870 y 1914, al mismo tiempo que echaban raíces los conceptos políticos de socialismo, nacionalismo y liberalismo. Pero a medida que se incrementaba el nivel de vida entre la gente corriente, también lo hacía la brecha entre las clases más pobres y las más acomodadas.
El movimiento obrero finlandés, que surgió a finales del siglo XIX desde el pueblo llano, la Iglesia Evangélica Luterana de Finlandia y la fenomanía, adoptó el carácter de "clase trabajadora nacional finlandesa", y estuvo representado por el partido socialdemócrata, nacido en 1899. Este movimiento pasó a primera plana sin mayores enfrentamientos cuando las tensiones durante la guerra ruso-japonesa llevaron a una huelga general y a un clima revolucionario en el imperio. En un intento de aplacar la inquietud general, el sistema estamental fue abolido en la reforma parlamentaria de 1906, que introdujo el sufragio universal. Todos los adultos, incluyendo las mujeres, recibieron el derecho al voto, incrementando el número de sufragistas desde 126 000 hasta 1 273 000. Esto incrementó el número de votantes socialdemócratas en un 50 %, pese a que no se percibieran mejoras evidentes. El zar de Rusia, Nicolás II, recuperó su autoridad tras la crisis, reivindicando su rol como gran duque de Finlandia. Durante el segundo periodo de rusificación (1908-1917) reclamó sus funciones y poderes en el nuevo parlamento. Los enfrentamientos entre representantes de la gran masa inculta finlandesa y los finlandeses de la antigua sociedad estamental, acostumbrados a actitudes meritocráticas, disminuyeron la capacidad del parlamento para resolver los grandes problemas socioeconómicos durante la década precedente al colapso del estado finlandés.

### Revolución de febrero

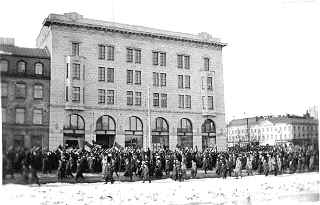
Huelga general en Helsinki, 1917. Los trabajadores reclamaban comida y el traslado completo de poderes legislativos desde el gobierno ruso al Parlamento de Finlandia.

El más severo programa de rusificación, llamado el segundo periodo de opresión 1908-1917 por los finlandeses, quedó interrumpido el 15 de marzo de 1917 con la caída del zar Nicolás II. La razón inmediata para el colapso del Imperio ruso fue una revolución subyacente en la colisión entre las políticas del régimen, más conservadoras, en Europa, y la necesidad de modernización política y económica, a raíz de la industrialización. El poder del zar fue transferido a la Duma y al gobierno provisional, mayoritariamente de derechas por estas fechas.
El estatus autónomo regresó en marzo de 1917 a Finlandia, y la revuelta en Rusia permitió al parlamento finlandés ejercer un poder político real por primera vez en su historia. La izquierda comprendía en su mayoría a socialdemócratas, cubriendo un amplio espectro desde socialistas revolucionarios a socialistas moderados. La derecha era más diversa incluso, comprendiendo desde liberales y conservadores moderados a elementos de extrema derecha. Los cuatro partidos principales eran los dos viejos grupos fenómanos, el conservador Partido Finlandés, el Partido Joven Finlandés, que comprendía liberales y conservadores a partes iguales, la social reformista y centrista Liga Agraria, apoyada principalmente por agricultores con minifundios, y el Partido Popular Sueco, que buscaba defender los derechos de la minoría suecoparlante.
Los finlandeses se enfrentaban a una nociva combinación entre lucha por el poder y fracaso social en 1917. A comienzos del siglo XX, los finlandeses se mantenían en una encrucijada entre el viejo régimen de estamentos y la evolución hacia una sociedad nueva, moderna y democrática. La dirección y el objetivo de este periodo de cambio se convertirían en un problema fruto de intensas disputas políticas, que finalmente se desbordarían dando lugar a un conflicto armado debido a la debilidad del Estado finlandés. Los socialdemócratas pretendían mantener los derechos políticos conseguidos e incrementar su influencia sobre la población. Los conservadores temían perder su poder socioeconómico, que habían ostentado durante largo tiempo.
El partido socialdemócrata logró la mayoría absoluta en el parlamento tras las elecciones generales de 1916. El nuevo senado comprendía seis representantes del partido y otros seis de partidos no socialistas. En teoría, el nuevo gabinete quedaba formado por una amplia coalición; en la práctica, con los principales grupos políticos reticentes a comprometerse y los políticos más experimentados fuera del senado, el gabinete se mostró incapaz de resolver ninguno de los grandes problemas locales. El poder político real derivó en su lugar a las calles, en forma de mítines masivos, protestas, huelgas y asambleas o consejos urbanos, formados por trabajadores y soldados después de la revolución. Todos estos hechos fueron poco a poco minando la autoridad del Estado.
El rápido crecimiento económico estimulado por la Primera Guerra Mundial, que vio cómo los salarios de los obreros industriales aumentaban durante 1915 y 1916, se colapsó con la revolución de febrero, y el consiguiente descenso en la producción y economía originó desempleo e inflación. Por toda Finlandia se multiplicaron las huelgas a gran escala en la industria y la agricultura; los trabajadores pedían mayores salarios y jornadas laborales de ocho horas. La interrupción de las importaciones de cereal de Rusia produjo hambrunas en el país, como respuesta a las cuales el gobierno introdujo racionamientos y fijación de precios. En paralelo, nació un mercado negro donde los precios de los alimentos crecieron rápidamente, un problema acuciante para las familias de trabajadores desempleados. El suministro de alimentos, los precios y el miedo a la hambruna se convirtieron en problemas políticos entre los trabajadores urbanos y los agricultores. El pueblo vio cómo sus temores eran utilizados por los políticos y medios de comunicación, y se echó a las calles. A pesar de la hambruna, no existía inanición a gran escala en el sur de Finlandia antes de la guerra. Los factores económicos seguían siendo un factor clave en la crisis de 1917, pero secundario en la lucha por el poder.

#### Batalla por el liderazgo

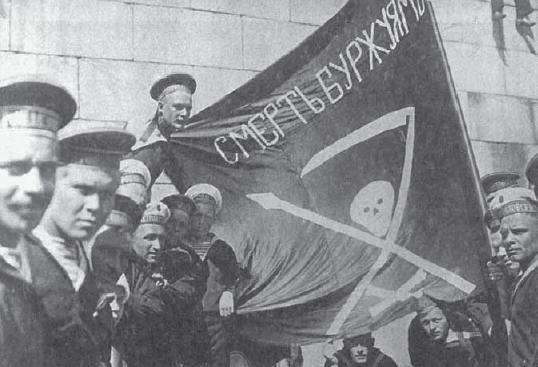
Militantes rusos de diversos grupos políticos se unieron al clima de inestabilidad en 1917.

El duelo de poderes entre socialdemócratas y conservadores culminó en julio de 1917, con la aprobación de las cuentas del Senado, que finalmente se convirtieron en un decreto, el cual incorporaba un plan socialdemócrata para incrementar sustancialmente el poder del parlamento, en el que gozaban de mayoría absoluta. También incrementaba la independencia finlandesa, restringiendo la influencia rusa sobre sus asuntos locales. El plan de los socialdemócratas tenía el respaldo de Vladímir Lenin y los bolcheviques rusos, quienes en julio de 1917 conspiraban contra el Gobierno provisional ruso. La Unión Agraria, activistas de derechas y otros no socialistas entusiastas de la soberanía finlandesa apoyaron el acto, pero tanto los conservadores finlandeses como el gobierno provisional ruso se opusieron a la medida, dado que reducía sus poderes. El evento fue frustrado en los «Días de Julio» y Lenin se vio obligado a huir a Finlandia. El gobierno provisional ruso rehusó aceptar el decreto finlandés y envió tropas a Finlandia, donde, con el apoyo de los conservadores, quedó disuelto el parlamento y se convocaron nuevas elecciones. En estas elecciones, celebradas en octubre, los socialdemócratas perdieron la mayoría absoluta, tras lo cual la labor del movimiento obrero cambió. Hasta entonces, peleaba por nuevos derechos y beneficios para sus miembros; a partir de entonces se veía obligado a defender aquellos que ya había conseguido.
El colapso de Rusia en la revolución de febrero tuvo como resultado una pérdida de la autoridad institucional finlandesa y la disolución de la fuerza policial, lo que creó miedo e inseguridad. Como respuesta, grupos de derecha e izquierda comenzaron a formar cuerpos de seguridad independientes para su protección. Inicialmente, estos cuerpos tenían carácter local y en su gran mayoría iban desarmados, pero hacia otoño, en el vacío de poder que siguió a la disolución del parlamento y la ausencia de un gobierno o ejército estables, adquirieron un carácter paramilitar y nacional. Los Guardias Civiles (posteriormente conocidos como Guardias Blancos) fueron creados por personalidades locales de cierta influencia, principalmente universitarios, empresarios, terratenientes y activistas conservadores. Los Guardias de Seguridad de los Trabajadores (más adelante llamados Guardias Rojos) eran reclutados a menudo de los sindicatos y secciones locales del partido. La presencia de estas dos fuerzas de ideología enfrentada en el país impuso un estado de «dualidad de poder» y «soberanía múltiple» sobre la sociedad finlandesa, constituyendo el preludio de un conflicto civil.

### Revolución de octubre

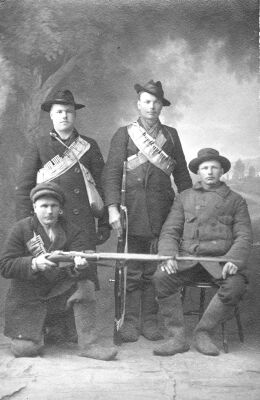
Guardias Rojos finlandeses. Los cuerpos de seguridad de los trabajadores adquirieron un marcado carácter paramilitar, que finalmente les llevó a organizarse al estilo de un ejército.

La revolución bolchevique del 7 de noviembre transfirió el poder político a los socialistas radicales y de extrema izquierda rusos. Un giro en la situación que aprovechó el Imperio alemán, exhausto tras combatir durante años en dos frentes. La política de los líderes germanos consistía en fomentar la crispación y el clima revolucionario en Rusia, forzando así a los rusos a buscar la paz. Con tal motivo, planearon el regreso de Lenin y sus camaradas desde el exilio en Suiza hasta Petrogrado en abril de 1917. Asimismo, financiaron al Partido Bolchevique, confiando en que Lenin era el arma más poderosa que podían lanzar contra Rusia.
Tras la disolución del Parlamento finlandés, la polarización y el miedo mutuo entre socialdemócratas y conservadores creció drásticamente, una situación que se tornó aún peor cuando estos últimos, tras su victoria electoral en octubre de 1917, nombraron un gabinete completamente conservador. El 1 de noviembre, los socialdemócratas lanzaron un programa político llamado «Exigimos», que pretendía conseguir concesiones en la política interior. Planeaban solicitar la aceptación de la soberanía finlandesa de los bolcheviques en forma de manifiesto, el 10 de noviembre, pero la incierta situación de Petrogrado bloqueó el plan. Tras el fracaso del programa «Exigimos», los socialistas comenzaron una huelga general del 14 al 19 de noviembre. En este momento, Lenin y los bolcheviques, amenazados en Petrogrado, presionaron a los socialdemócratas para que se hicieran con el poder en Finlandia, pero la mayoría de estos eran pacíficos y preferían una solución parlamentaria, lo que les valió el apelativo de «revolucionarios reacios» por parte de Lenin. El éxito de la huelga general llevó al Consejo Revolucionario de Trabajadores a votar mayoritariamente a favor de recuperar el poder. El comité ejecutivo supremo revolucionario, sin embargo, fue incapaz de reclutar más miembros que llevaran a cabo el plan y retrasó la revolución hasta las siete de la tarde de ese mismo día. El incidente, «la revolución más corta», dividió a los socialdemócratas en dos: una mayoría de parlamentaristas, moderados, y una minoría de revolucionarios. Las repercusiones se extendieron en el tiempo, poniendo en juego las posiciones en el partido de algunos de los líderes más prominentes.
El Parlamento finlandés, influenciado por la huelga general, aprobó las propuestas socialdemócratas que exigían la jornada laboral de ocho horas y el sufragio universal a partir de las elecciones locales del 16 de noviembre de 1917. Durante la huelga, sin embargo, elementos radicales de los Guardias de Seguridad de los Trabajadores ejecutaron a varios oponentes políticos en las ciudades principales del sur de Finlandia, produciéndose los primeros choques armados entre Guardias Civiles y Guardias de los Trabajadores, con 34 bajas informadas. La guerra civil podría haberse producido perfectamente en ese punto si hubieran existido suficientes armas en el país para equipar a los dos bandos. En contraposición, se inició una carrera armamentística que representó la escalada final hacia la guerra.

### Soberanía de Finlandia

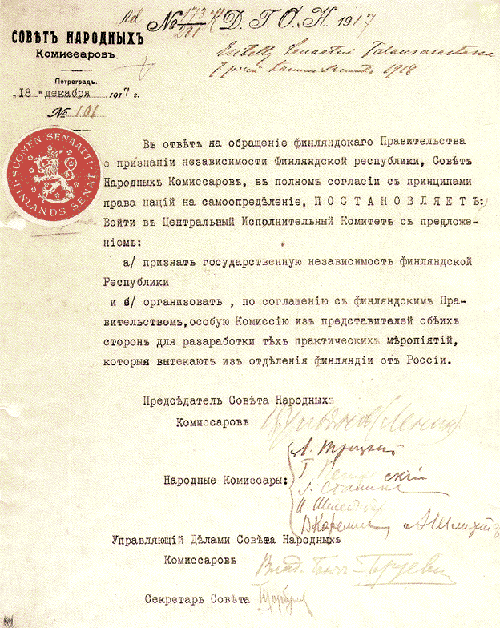
El reconocimiento de la independencia finlandesa por parte del gobierno bolchevique fue la primera expresión concreta de la exigencia de Lenin sobre el derecho de autodeterminación de las naciones.

La desintegración del Imperio ruso ofreció a los finlandeses una oportunidad histórica para conseguir la independencia. Pero tras la Revolución de Octubre, las posiciones de conservadores y socialdemócratas sobre el asunto de la soberanía se habían invertido. La derecha anhelaba ahora la independencia, pues la soberanía les ayudaría en sus planes de controlar a la izquierda y minimizar así la influencia de la Rusia revolucionaria. Los socialdemócratas eran partidarios de la independencia hasta la primavera de 1917, pero esa postura ya no les otorgaba un beneficio político directo y les obligaba a someterse a la derecha mayoritaria del país. El nacionalismo se había convertido en una especie de «religión cívica» entre los finlandeses a finales del siglo XIX, y en 1917 la soberanía nacional seguía siendo una de las pocas cuestiones políticas sobre las que la mayoría de los finlandeses estaba de acuerdo.
El senado, presidido por Pehr Evind Svinhufvud, propuso la declaración de independencia de Finlandia, que el parlamento aprobó el 6 de diciembre de 1917. Aunque los socialdemócratas votaron contra la propuesta de Svinhufvud, decidieron presentar una declaración de independencia alternativa, que no contenía diferencias sustanciales con la primera. Los socialistas temían una mayor pérdida de apoyo —como la ocurrida en las elecciones de octubre— entre los nacionalistas comunes y esperaban conseguir una mayoría política en el futuro. Enviaron dos delegaciones a Petrogrado en diciembre de ese año para tantear a Lenin sobre su aprobación a la independencia finlandesa. Ambos grupos, por tanto, coincidían en la necesidad de la autodeterminación de Finlandia, a pesar del fuerte desacuerdo existente en la selección de sus dirigentes.
El establecimiento de la soberanía no concluyó inmediatamente. Para una pequeña nación como Finlandia, el reconocimiento por Rusia y las principales potencias europeas era vital. Tres semanas después de la declaración de independencia, el gabinete de Svinhufvud concluyó que tendría que negociar con Lenin para el reconocimiento por parte de Rusia. En diciembre de 1917, los bolcheviques se hallaban bajo presión en las negociaciones de paz con Alemania, en el tratado de Brest-Litovsk. El bolchevismo ruso pasaba por una profunda crisis, con un ejército desmoralizado y el destino de la Revolución de Octubre en duda. Lenin calculó que los bolcheviques podían quizá controlar el núcleo de Rusia, pero debían ceder algunos territorios en su periferia, incluyendo Finlandia, en el poco importante cuadrante noroeste. Como resultado, Svinhufvud y su delegación senatorial lograron la concesión de soberanía por Rusia el 31 de diciembre de 1917.

## La guerra

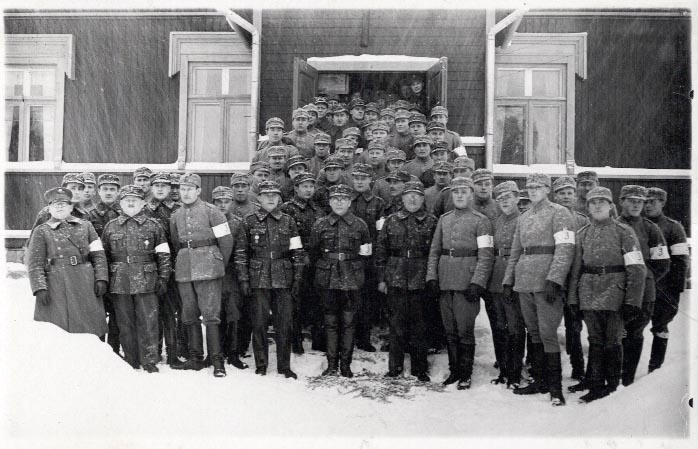
Guardia Blanca en Nummi. Los Guardias Blancos fueron movilizados a las 3:00 del 28 de enero, mientras que los Guardias Rojos habían hecho lo propio a las 23:00 del 27 de enero.

### Escalada de tensiones
En retrospectiva, los acontecimientos que se produjeron en 1917 han sido vistos a menudo simplemente como precursores de la guerra civil, una escalada de hostilidades que se remontaba a la Revolución de Febrero. Pero las facciones políticas opuestas intentaron infructuosamente crear un nuevo orden que evitara la ruptura social de 1917. Los sucesos acaecidos durante la huelga general de noviembre ahondaron las heridas, sospechas y desconfianzas existentes, haciendo imposible una salida dialogada a la situación. Conservadores y activistas de derechas veían a los grupos de trabajadores radicales, activos durante la huelga, como una amenaza para la seguridad de los estamentos tradicionales y la derecha política. En consecuencia, adoptaron todas las medidas necesarias para defenderse, incluyendo la fuerza armada. Del mismo modo, los trabajadores revolucionarios y activistas de izquierdas se planteaban derrocar el régimen conservador, antes que permitir la revocación de los avances conseguidos por el movimiento laborista. El resultado de este endurecimiento de posiciones se tradujo en que, a finales de 1917, hombres y mujeres moderados y pacíficos debieron mantenerse al margen mientras hombres armados avanzaban a la carga.
La escalada final hacia la guerra comenzó a principios de enero de 1918, en Helsinki, Kotka y Turku. En estas ciudades, los Guardias de Seguridad de los Trabajadores más radicales cambiaron su nombre por Guardias Rojos y presionaron a aquellos líderes socialdemócratas indecisos a apoyar la revolución. La Guardia de los Trabajadores fue oficialmente rebautizada como Guardia Roja a finales de ese mismo mes, bajo el mando de Ali Aaltonen, exoficial del ejército ruso, que había sido nombrado en diciembre. Al mismo tiempo, el parlamento y el senado decidieron el 12 de enero crear una autoridad policial fuerte, iniciativa que los Guardias de Seguridad de los Trabajadores vieron como un paso para legalizar a la Guardia Blanca. Cuando el senado renombró a los Guardias Blancos como Ejército Blanco Finlandés, los Guardias Rojos rehusaron reconocer el título. El 15 de enero, Carl Gustaf Emil Mannerheim, al igual que Aaltonen un antiguo oficial del ejército ruso, fue nombrado comandante en jefe de los Guardias Blancos. Fijó su cuartel general en Vaasa, mientras que Aaltonen se estableció en Helsinki.
La fecha oficial del estallido de la guerra civil finlandesa es aún tema de debate. Los primeros combates importantes se libraron entre el 17 y el 20 de enero en Karelia, en el extremo sudoriental. Buscaban el control de la ciudad de Vípuri y el acceso al mercado de armas ruso. La orden de combatir fue enviada a la Guardia Blanca el 25 de enero, la orden para la Guardia Roja, el 26. Al día siguiente, los Guardias Blancos atacaron trenes que transportaban un importante cargamento de armas de Rusia, como Lenin había prometido a los rojos. La movilización a gran escala de los Guardias Rojos empezó la noche del 27 de enero, seguida poco después por el acto correspondiente de los Guardias Blancos, con el desarme de las guarniciones rusas de Ostrobothnia a primeras horas del 28 de enero. Una fecha simbólica para el comienzo de la guerra podría ser el 26 de enero, cuando un grupo de rojos escalaron la torre del Salón de los Trabajadores de Helsinki y encendieron una linterna roja indicando el inicio de la segunda mayor rebelión en la historia de Finlandia.

### Hermanos de armas

Frentes y ofensivas iniciales de la guerra a comienzos de febrero (área controlada por los rojos en rojo, por los blancos en azul).

Intervención alemana (en gris) y ofensivas finales del conflicto.

Al principio de la guerra, la línea del frente se extendía de este a oeste al sur de Finlandia, dividiendo al país entre la Finlandia Blanca y la Finlandia Roja. Los Guardias Rojos controlaban el área meridional, que comprendía los principales centros industriales y las mayores granjas y haciendas, con gran cantidad de minifundios y agricultores arrendatarios. El Ejército Blanco dominaba la zona norte, principalmente agraria con granjas pequeñas o de tamaño medio y agricultores arrendatarios, y donde existían pocos minifundios o se encontraban en mejor posición social que en el sur. En cualquier caso, existían enclaves en ambos territorios: en la zona blanca se enclavaban las ciudades industriales de Varkaus, Kuopio, Oulu, Raahe, Kemi y Tornio, mientras que Porvoo, Kirkkonummi y Uusikaupunki quedaban en zona roja. La neutralización de estos territorios se convirtió en una prioridad para ambos ejércitos durante el mes de febrero.
La Finlandia Roja, más tarde llamada República Socialista de los Trabajadores de Finlandia, fue gobernada desde Helsinki por el Consejo del Pueblo. El presidente era Kullervo Manner, y en su gobierno se encontraban, entre otros, Otto Ville Kuusinen e Yrjö Sirola. La Rusia bolchevique declaró su apoyo a la Finlandia Roja, pero la visión socialdemócrata del Estado que tenían los rojos no se asemejaba a la dictadura del proletariado de Lenin. Éste intentó evitar la desintegración de Rusia, pero no tuvo éxito, y muchos territorios occidentales del antiguo imperio declararon su independencia. La mayoría de los socialdemócratas apoyaban la soberanía de Finlandia. Sin embargo, los Guardias Rojos coaccionaban las políticas de la Finlandia Roja con el poder de las armas, y los más radicales entre ellos, junto a los bolcheviques finlandeses, aunque escasos en número, se mostraban favorables a la reintegración en Rusia. Esta cuestión se desvaneció tras la derrota de la Finlandia Roja.
El senado finlandés —el «Senado de Vaasa»— se desplazó a la ciudad de Vaasa, en la costa occidental, que ejerció las funciones de capital de la Finlandia Blanca desde el 29 de enero hasta el 3 de mayo, y buscó la ayuda política y militar de Alemania. Mannerheim se mostró dispuesto a aceptar armas germanas, pero se opuso a la presencia de tropas alemanas en Finlandia. Los conservadores planeaban un sistema monárquico, que redujera el papel ejecutivo del parlamento. Un sector de los conservadores seguía oponiéndose a la democracia, otros aprobaban el parlamentarismo al principio, pero tras la crisis de 1917 y el estallido de la guerra concluyeron que otorgar poderes de sufragio a la gente común no funcionaba. El sector moderado se oponía a cualquier tipo de restricción del sistema parlamentario y se resistía a cualquier ayuda germana al principio, pero la prolongación del conflicto cambió su opinión.
La guerra civil finlandesa se luchó en los ferrocarriles, medios vitales de transporte de tropas y suministros. El primer objetivo de la Guardia Roja consistió en cortar la conexión ferroviaria este-oeste, acto que intentaron al noreste de Tampere, en la Batalla de Vilppula. También pretendieron, sin éxito, acabar con la cabeza de puente blanca al sur del río Vuoksi, en Antrea (Istmo de Karelia), que amenazaba su conexión viaria con Rusia.

Principales ofensivas hasta el final de marzo. Los blancos asedian Tampere y embolsan a los atacantes rojos y soviéticos en Rautu, en el istmo de Karelia.

El número de tropas en cada bando variaba de 50 000 a 90 000. Mientras la Guardia Roja consistía principalmente en voluntarios, el Ejército Blanco comprendía solo 11 000-15 000 voluntarios, siendo los restantes reclutas. Los principales motivos del voluntariado eran económicos (salario, comida), idealismos y presión social. Los Guardias Rojos contaban con 2000 mujeres soldado, principalmente jóvenes, reclutadas de los centros industriales de la Finlandia meridional. Ambos ejércitos utilizaron adolescentes, principalmente entre 15 y 17 años —uno de ellos fue Urho Kekkonen, quien luchó con el Ejército Blanco y más tarde se convirtió en el presidente de Finlandia que más tiempo se mantuvo en su cargo—. Los Guardias Rojos estaban formados en su mayor parte por trabajadores urbanos y agrícolas, en tanto que los agricultores autónomos y gentes de educación tradicional constituían la espina dorsal del Ejército Blanco.

### Guardias Rojos y tropas rusas
Los Guardias Rojos tomaron la iniciativa de la guerra, apoderándose de Helsinki, la capital finlandesa, en las primeras horas del 28 de enero, y gozando de una ventaja inicial gracias a una fase ofensiva que duró hasta mediados de marzo. No obstante, la carencia crónica de líderes hábiles, tanto a nivel estratégico como táctico, impidió que consolidaran sus triunfos, y la mayoría de las ofensivas terminaron en un punto muerto. Las tropas de la Guardia Roja no eran profesionales, sino civiles armados, cuyo entrenamiento militar y disciplina eran, en el mayor de los casos, poco adecuados para resistir el contraataque blanco, cuanto menos de la ofensiva alemana que siguió. En consecuencia, Ali Aaltonen se vio rápidamente reemplazado en el mando por Eero Haapalainen, que a su vez fue sustituido por el triunvirato formado por Eino Rahja, Adolf Taimi y Evert Eloranta. El último comandante de los Guardias Rojos fue Kullervo Manner, que guio la retirada final hacia Rusia. Las únicas victorias de la Guardia Roja se produjeron contra tropas alemanas, en las cruentas batallas de Hauho y Tuulos, Syrjäntaka, el 28 y 29 de abril de 1918, durante su retirada hacia Rusia. Por entonces, estos combates solo revestían una importancia marginal.

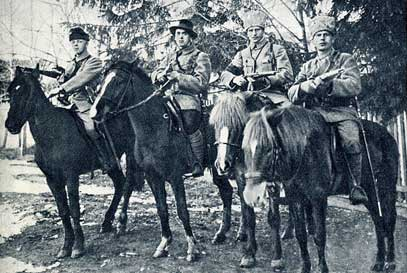
Oficiales de la Guardia Roja en sus caballos

Aunque entre 60 000 y 80 000 soldados rusos del antiguo ejército del zar permanecían estacionados en Finlandia al comenzar la guerra, la contribución rusa a los Guardias Rojos terminó resultando intrascendente. Cuando empezó el conflicto, Lenin intentó movilizar al ejército en apoyo de la Finlandia Roja, pero las tropas estaban desmoralizadas y cansadas tras combatir durante años en la Primera Guerra Mundial. La mayor parte de los soldados habían regresado a Rusia a finales de marzo de 1918. Como resultado, solo participaron entre 7000 y 10 000 soldados en la guerra civil finlandesa, de los que más de 4000, en pequeñas unidades independientes, pudieron ser convencidos para luchar en el frente. A pesar de la implicación de unos pocos hábiles oficiales de avanzada edad, como Mijaíl Svéchnikov, que dirigió las batallas en Finlandia occidental en febrero de 1918, parece razonable asumir que las tropas rusas no tuvieron un papel significativo en el curso de la guerra. El número de soldados rusos activos en la guerra decayó considerablemente tras el ataque alemán a Rusia, el 18 de febrero de 1918. El tratado de Brest-Litovsk, firmado entre Rusia y Alemania el 3 de marzo, restringía de manera efectiva la capacidad bolchevique de apoyo a la Guardia Roja, de otro modo que no fuera con el envío de armas y suministros. Sin embargo, los rusos permanecieron activos en el frente sureste defendiendo las aproximaciones a Petrogrado.

### Guardias Blancos y Ejército alemán
La calidad militar del soldado común en el Ejército Blanco difería escasamente de la de su contrapartida en los Guardias Rojos, con un escaso e inadecuado entrenamiento en la mayoría de los casos. Pero el Ejército Blanco poseía dos ventajas principales sobre los Guardias Rojos: el liderazgo militar profesional del general Mannerheim y su Estado Mayor, que incluía 84 oficiales voluntarios suecos, junto a antiguos oficiales finlandeses del ejército del zar; y los aproximadamente 1300 «Jäger» (Jääkärit) soldados de élite finlandeses, entrenados en Alemania y endurecidos en el Frente Oriental.

#### Batalla de Tampere

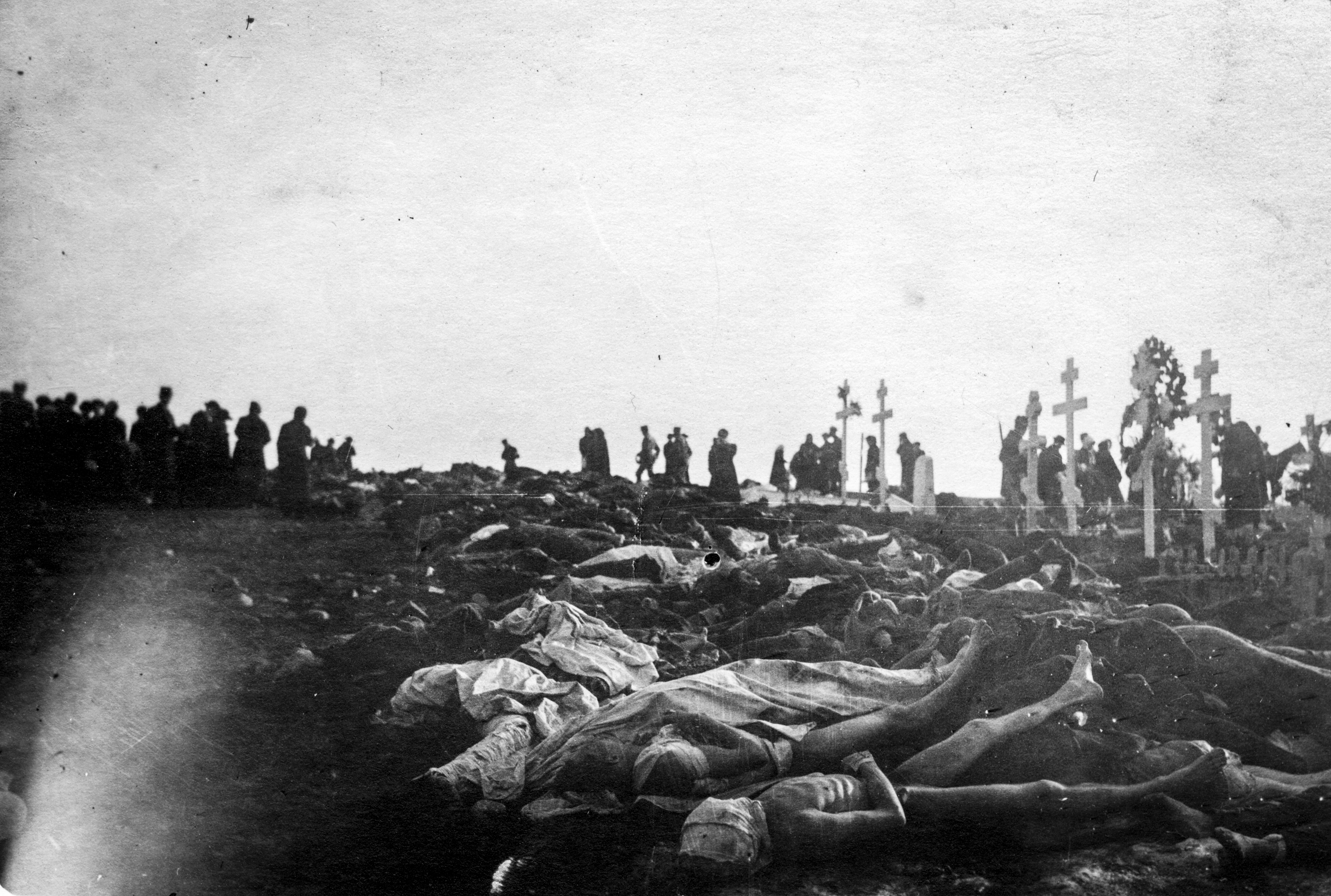
Cuerpos insepultos tras la batalla de Tampere

La estrategia de Mannerheim consistía en atacar primero Tampere, la ciudad industrial más importante de Finlandia al suroeste. Lanzó el ataque el 16 de marzo en Längelmäki, 65 km al noreste de Tampere. Simultáneamente, el grueso del Ejército Blanco comenzó su avance a lo largo de la línea Vilppula–Kuru–Kyröskoski–Suodenniemi, al norte y al noroeste de la ciudad. Las tropas rojas se desmoronaron bajo la fuerza del ataque, y algunos de sus destacamentos huyeron despavoridos. El Ejército Blanco cortó la retirada roja por el sur en Lempäälä y asedió Tampere el 24 de marzo, capturando la ciudad cuatro días más tarde. La verdadera batalla de Tampere, sin embargo, empezó el 28 de marzo, más tarde llamado Jueves de Túmulos Sangrientos, en vísperas de la Pascua de 1918. En la batalla de Tampere intervinieron 16 000 soldados blancos y 14 000 rojos, y resultó la acción decisiva de la guerra y el mayor combate militar en Escandinavia hasta la fecha. También fue la primera batalla urbana de Finlandia, pues se luchó en el cementerio de Kalevankangas y casa por casa en la ciudad, mientras los Guardias Rojos se batían en retirada. La batalla, que duró hasta el 6 de abril de 1918, fue el suceso más sangriento de la guerra. La motivación defensiva se había incrementado considerablemente entre los rojos, y los blancos tuvieron que utilizar parte de sus destacamentos frescos y mejor entrenados. Las refriegas de Tampere eran pura guerra civil, finlandés contra finlandés, «hermano contra hermano», pues la mayor parte del ejército ruso había cruzado la frontera en marzo y las tropas germanas aún no habían desembarcado en Finlandia. El Ejército Blanco perdió entre 700 y 900 hombres, incluyendo 50 jägers. Los Guardias Rojos perdieron entre 1000 y 1500 soldados, más 11 000-12 000 que cayeron prisioneros. Murieron 71 civiles, principalmente debido al fuego de artillería. Los barrios orientales de la ciudad, construidos en madera, fueron completamente destruidos.
Tras la derrota en Tampere, los Guardias Rojos se retiraron hacia el este. El Ejército Blanco cambió su foco militar hacia Viipuri, principal ciudad de Carelia, ocupándola el 29 de abril (batalla de Víborg). Las últimas fortalezas rojas en el suroeste de Finlandia cayeron el 5 de mayo.

#### Intervención de Alemania

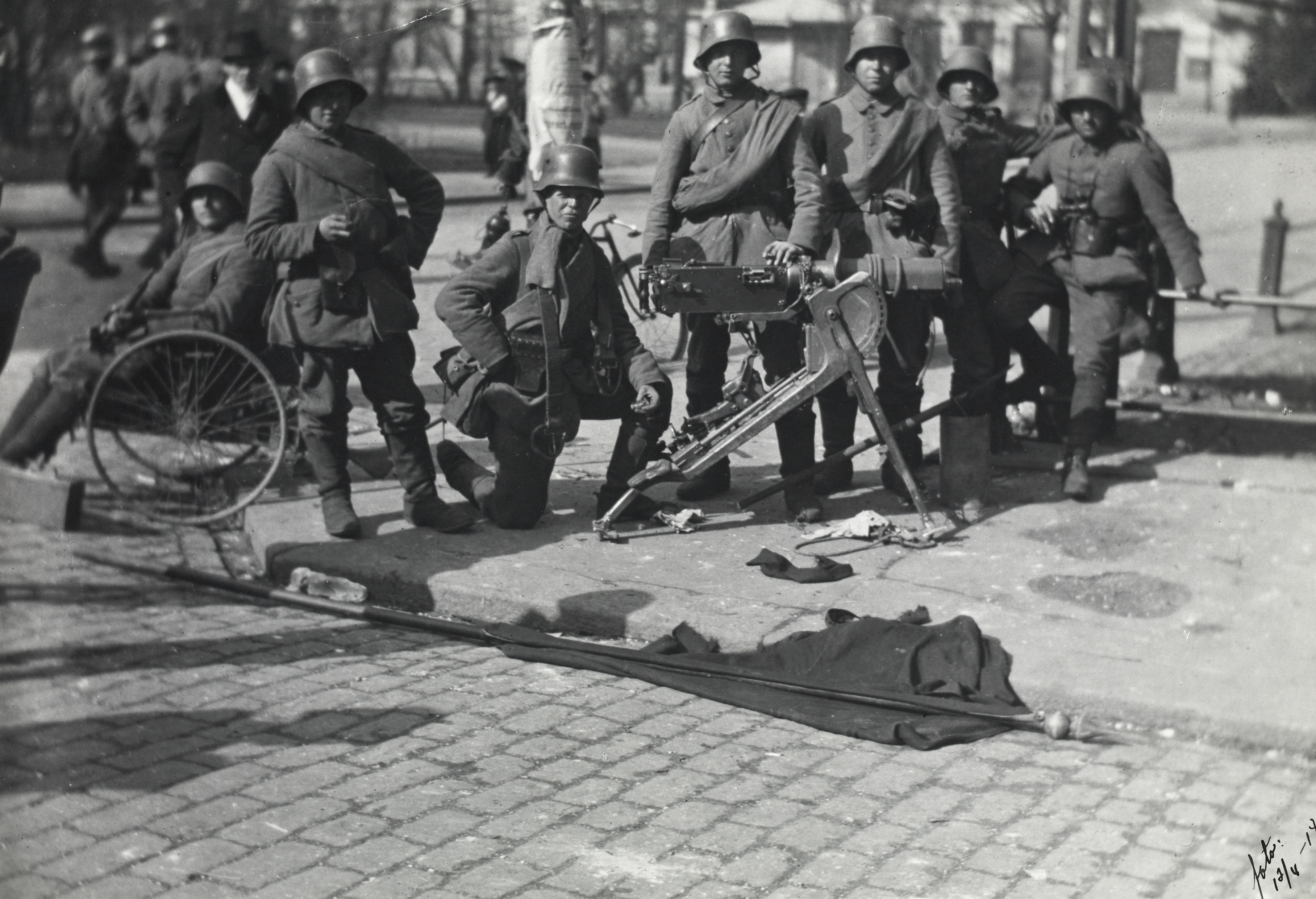
Nido de ametralladora Maschinengewehr 08 alemana en Helsinki

El Imperio alemán intervino finalmente en la guerra del lado del Ejército Blanco en marzo de 1918. Los activistas habían buscado la ayuda alemana para liberar a Finlandia de la hegemonía rusa desde otoño de 1917, pero los alemanes no querían poner en peligro el armisticio y las negociaciones de paz con Rusia, que empezaron el 22 de diciembre en Brest-Litovsk (actual Bielorrusia). La posición alemana cambió radicalmente después del 10 de febrero, día en que León Trotski, a pesar de la debilidad de la posición bolchevique, rompió las negociaciones, con la esperanza de que naciera una revolución proletaria en Alemania que cambiara las tornas. El gobierno germano decidió dar inmediatamente una lección a Rusia y, como pretexto para la agresión, atendió a las «peticiones de ayuda» de los pequeños países al poniente de Rusia. Representantes del senado de Vaasa en Berlín solicitaron el apoyo alemán el 14 de febrero. Alemania atacó a Rusia el 18 de febrero.
El 5 de marzo, un escuadrón naval germano desembarcó en las islas Åland, en el archipiélago meridional de Finlandia, donde una expedición militar sueca protegía los intereses finlandeses y la población suecófona desde mediados de febrero. El 3 de abril, los 10 000 soldados de la División del Mar Báltico, al mando de Rüdiger von der Goltz, atacaron Hanko, al oeste de Helsinki. El 7 de abril, los 3000 miembros del Destacamento Brandenstein superaron la ciudad de Loviisa en la costa sureste. Las principales formaciones alemanas avanzaron rápidamente al este, desde Hanko, y tomaron Helsinki el 13 de abril. Esa misma fecha, una flotilla formada por dos acorazados alemanes y varias embarcaciones de menor calado entraron en el puerto y bombardearon las posiciones rojas, que incluían el Palacio Presidencial. La Brigada Brandenstein atacó Lahti el 19 de abril, partiendo en dos el territorio rojo. La División del Mar Báltico avanzó hacia el norte desde Helsinki, conquistando Hyvinkää y Riihimäki el 21 y 22 de abril, respectivamente, para después capturar Hämeenlinna el 26. La eficiente actuación de los principales destacamentos alemanes en la guerra civil contrastaba notablemente con la de las desmoralizadas tropas rusas.
Muchos miembros de la Diputación Popular de Finlandia huyeron de Helsinki el 8 de abril, y desde Viipuri a Petrogrado el 25 de abril, dejando únicamente a Edvard Gylling en Viipuri. La guerra civil finlandesa acabó el 14-15 de mayo, cuando el último pelotón de tropas rusas se retiró de una batería de artillería costera en el istmo de Karelia. La Finlandia Blanca celebró su victoria en Helsinki, el 16 de mayo de 1918.

### «Terror rojo» y «terror blanco»

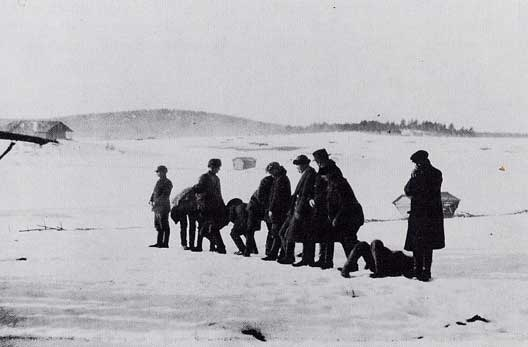
Pelotón de fusilamiento blanco ejecutando Guardias Rojos en Länkipohja.

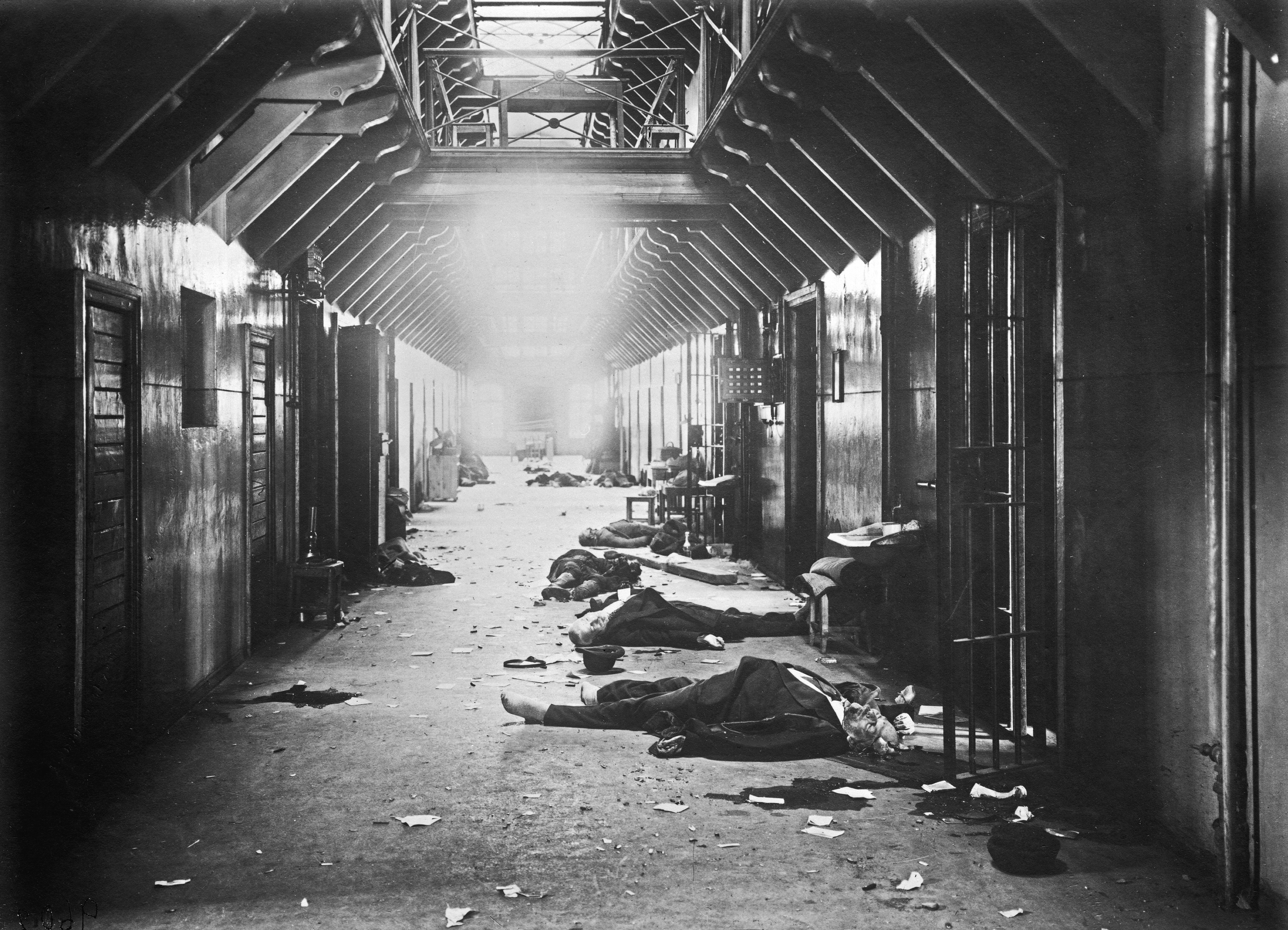
Terror rojo en abril de 1918: la masacre de la cárcel del condado de Víborg, donde 30 Guardias Blancos prisioneros fueron asesinados.

Durante la guerra, el Ejército Blanco y los Guardias Rojos perpetraron indistintamente actos de terror. Las visiones más tempranas sugieren que ambos bandos habían convenido ciertas reglas de compromiso, pero se produjeron violaciones a éstas desde el principio, notablemente cuando Guardias Rojos ejecutaron a 17 soldados en la aldea de Suinula, el 31 de enero, y cuando Guardias Blancos ejecutaron a 90 prisioneros en Varkaus, el 21 de febrero. Tras estos incidentes, ambos bandos desplegaron una serie de ejecuciones de venganza a nivel local, una tendencia que se intensificó hasta producirse auténticas masacres y actos de terrorismo.
Estudios más recientes indican, sin embargo, que el terror era una parte calculada del estado de guerra general. Los Estados Mayores de ambos bandos planearon estas acciones y dieron órdenes a bajo nivel. Al menos una tercera parte del terror rojo, y quizá la mayoría del terror blanco, fue articulado desde el alto mando. Los gobiernos de la Finlandia Blanca y Roja oficialmente se oponían a los actos de terror, pero tales decisiones operacionales se hacían a nivel militar.
Ambos ejércitos desplegaron «destacamentos volantes» de caballería, a menudo consistentes en 10 a 80 jinetes de entre 15 y 20 años de edad, bajo la autoridad absoluta de un jefe adulto experimentado. Dichas unidades, que se especializaban en acciones de sabotaje tras las líneas, durante y después de las batallas, han sido descritas como «escuadrones de la muerte».
Los Guardias Rojos ejecutaban a aquellos considerados principales líderes de la Finlandia Blanca, o enemigos de clase, incluyendo industriales, políticos y grandes terratenientes. Las dos principales localizaciones del terror rojo fueron Toijala y Kouvola: allí fueron ejecutados entre 300 y 350 blancos entre febrero y abril de 1918. Los Guardias Blancos ejecutaron jefes militares y políticos rojos, entre otros militantes. En el culmen del terror blanco, entre finales de abril y principios de mayo, 200 rojos eran asesinados al día. Se dejó notar particularmente entre los soldados rusos que luchaban con los Guardias Rojos.
En total, alrededor de 1400 a 1650 blancos fueron ejecutados por el terror rojo, y entre 7000 y 10 000 rojos fueron ejecutados durante los actos de terror blancos. La ruptura de las reglas de compromiso en la guerra civil finlandesa conformó un patrón observado en muchas otras guerras civiles.

## Repercusiones

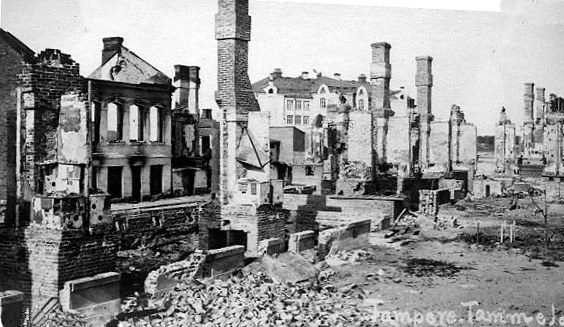
Distrito de Tammela, en Tampere, destruido tras la batalla en mayo de 1918.

| Fallecidos                                                                               | Fallecidos | Fallecidos | Fallecidos | Fallecidos |
| Causas de muerte                                                                         | Rojos      | Blancos    | Otros      | Total      |
| ---------------------------------------------------------------------------------------- | ---------- | ---------- | ---------- | ---------- |
| Caídos en combate                                                                        | 5199       | 3414       | 790        | 9403       |
| Ejecutados, fusilados o asesinados                                                       | 7370       | 1424       | 926        | 9720       |
| Muertos en campos de prisioneros                                                         | 11 652     | 4          | 1790       | 13 446     |
| Muertos tras ser liberados                                                               | 607        | 0          | 6          | 613        |
| Desaparecidos                                                                            | 1767       | 46         | 380        | 2193       |
| Otras causas                                                                             | 443        | 291        | 531        | 1265       |
| Total                                                                                    | 27 038     | 5179       | 4423       | 36 640     |
| Fuente: Archivo Nacional, Finlandia Archivado el 10 de marzo de 2015 en Wayback Machine. |            |            |            |            |

### Un amargo legado
La guerra civil fue una catástrofe para la nación finlandesa. Alrededor de 37 000 personas murieron, 5900 de las cuales tenían entre 14 y 20 años de edad (un 19 % del total). Es de remarcar que solo 10 000 de estas bajas se produjeron en el campo de batalla: la mayor parte de las muertes fueron resultado de las campañas de terror y las infrahumanas condiciones de los campos de prisioneros. Asimismo, alrededor de 20 000 niños quedaron huérfanos. Un gran número de partidarios de la Finlandia Roja huyeron a Rusia tras el conflicto y los años de posguerra.
La guerra creó un legado de rencor, miedo, odio y deseo de venganza, y extremó las divisiones en la sociedad finlandesa. Los conservadores y liberales se mostraron totalmente incapaces de llegar a un acuerdo sobre el sistema de gobierno más adecuado para Finlandia: los primeros reclamaban una monarquía y restricciones en el sistema parlamentario, mientras que los segundos exigían una república totalmente democrática y reformas sociales. J. K. Paasikivi formó un nuevo senado conservador, de mayoría monárquica. Todos los miembros del parlamento que habían tomado parte en la revuelta, fueron cesados en sus cargos, lo que dejaba un único socialdemócrata, al que más tarde se unieron otros dos congresistas. Otra importante consecuencia del conflicto fue la ruptura del movimiento obrero finlandés en tres alas: socialdemócratas moderados, socialistas de la izquierda finlandesa y comunistas que actuaban desde la Rusia soviética con el apoyo bolchevique.
En política exterior, la Finlandia Blanca volvió sus ojos hacia el poder militar alemán en busca de apoyo, y a finales de mayo el senado pidió a los germanos que permanecieran en el país. Los acuerdos firmados con Alemania el 7 de marzo de 1918 a cambio de ayuda militar ligaron política, económica y militarmente a Finlandia con el Imperio alemán. Los germanos propusieron un pacto militar más extenso en el verano de 1918, como parte de su plan para asegurarse la provisión de materias primas desde la Europa Oriental, que alimentaran la maquinaria industrial alemana y afianzaran su control sobre Rusia. El general Mannerheim firmó este nuevo pacto el 25 de mayo, tras ciertos desacuerdos con el senado sobre la hegemonía alemana resultante sobre Finlandia, y sobre su planeado ataque a Petrogrado para repeler a los bolcheviques, plan que desaprobaban los alemanes tras el tratado de paz firmado con Lenin en Brest-Litovsk. El 9 de octubre, bajo presión germana, el senado monárquico y el parlamento remanente eligieron a un príncipe alemán, Federico Carlos de Hesse-Kassel, cuñado del kaiser Guillermo, como rey de Finlandia, declarando a Finlandia como Estado monárquico. Estas medidas redujeron la soberanía finlandesa, que había sido conseguida el 6 de diciembre de 1917 sin un solo disparo, pero ahora se veía comprometida por las concesiones hechas a Alemania durante la guerra.
La condición económica del país se había deteriorado de una manera tan drástica que tardó hasta 1925 en recuperarse por completo. La crisis más acuciante era el suministro de alimentos, ya deficiente en 1917, aunque las hambrunas se habían evitado en aquel momento en la Finlandia meridional. La guerra civil, según los gobernantes de ambos bandos, resolvería todos los problemas del pasado. Por el contrario, trajo con ella hambrunas también en el sur de Finlandia. A mediados de 1918, el político finlandés Rudolf Holsti pidió ayuda a Herbert Hoover, presidente de la comisión para la ayuda a Bélgica: Hoover acordó el envío de convoyes navales de comida y persuadió a los aliados de relajar su bloqueo al mar Báltico —que evitaba el paso de suministros hacia Finlandia— para permitir el paso de alimentos.

#### Campos de prisioneros

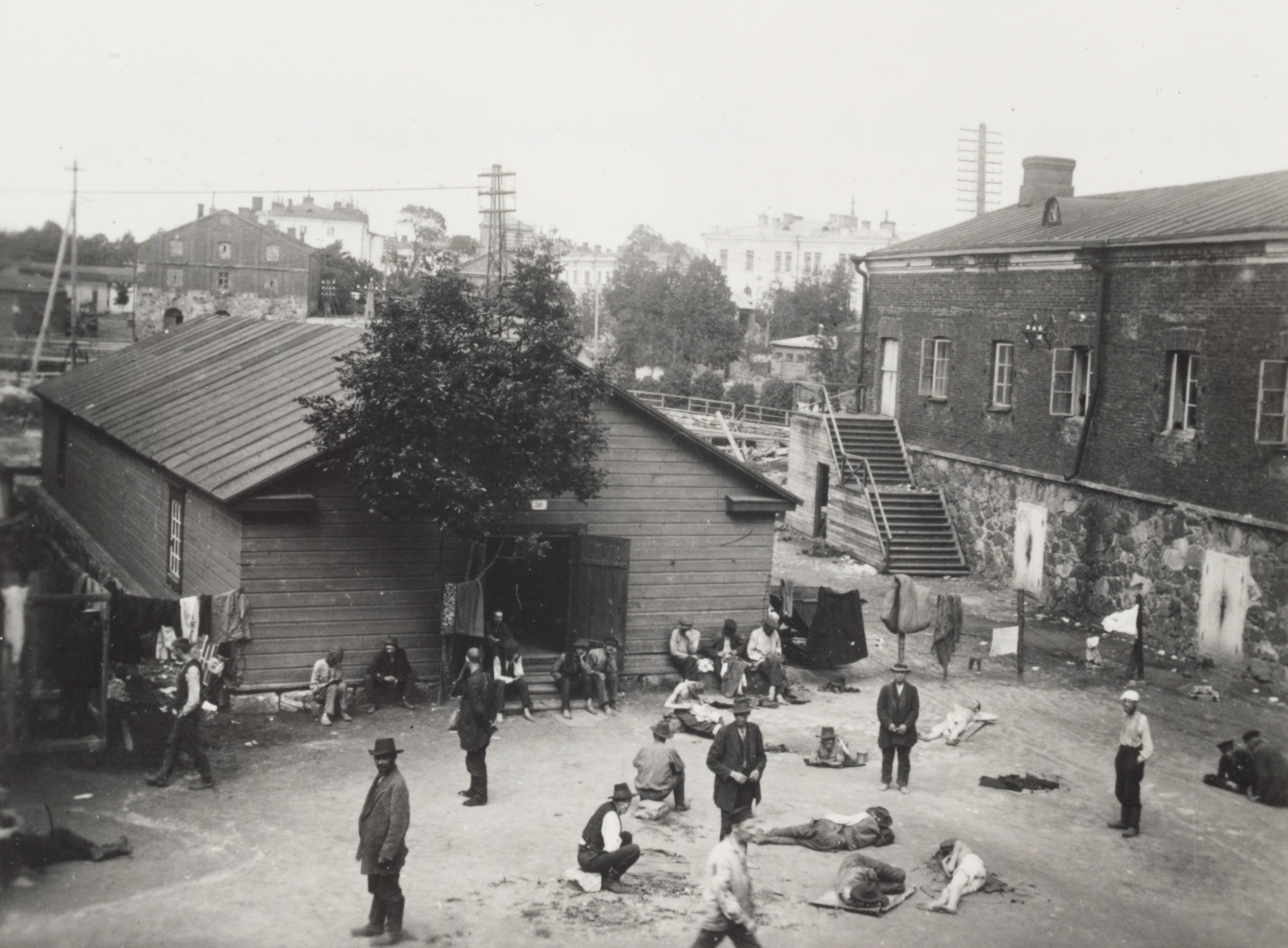
Campo de prisioneros de guerra de Suomenlinna, Helsinki. En tales campos, más de 11 000 personas murieron de hambre, de enfermedades o ejecutados.

El Ejército Blanco y sus aliados alemanes capturaron alrededor de 80 000 prisioneros rojos tras finalizar la guerra el 5 de mayo de 1918. Una vez que cesó el terror blanco, fueron liberados entre 4000 y 6000 prisioneros, principalmente mujeres y niños. Los principales campos de prisioneros fueron los situados en Suomenlinna, una isla frente a Helsinki, Hämeenlinna, Lahti, Viipuri, Ekenäs, Riihimäki y Tampere. El senado tomó la decisión de mantenerlos en prisión hasta que se juzgara cada caso de manera individual. El 29 de mayo se aprobó la ley que daba a luz a un Tribunal de Traición, tras una larga disputa entre el ejército y el senado por el proceso adecuado a seguir. El comienzo de los largos y lentos juicios se retrasó hasta el 18 de junio de 1918. El tribunal no reunía las características de imparcialidad deseables, debido a la atmósfera mental de Finlandia tras la guerra. Aproximadamente 70 000 rojos fueron condenados, principalmente por «complicidad a la traición». La mayor parte de las condenas fueron indulgentes, no obstante, y muchos presos obtuvieron inmediatamente la libertad condicional. Aun así, 555 personas fueron condenadas a muerte, aunque solo 113 de ellas fueron finalmente ejecutadas. Los procesos revelaron asimismo que algunos «inocentes» habían sido encarcelados.
El encarcelamiento masivo, unido a la escasez de alimentos, llevó a grandes tasas de mortalidad en los campos de prisioneros. La catástrofe se acrecentaba por una mentalidad de castigo, ira e indiferencia por parte de los vencedores. Muchos prisioneros se sintieron abandonados incluso por sus propios líderes, quienes habían huido a Rusia. La condición de los prisioneros empeoró vertiginosamente en el mes de mayo, pues los suministros de alimentos habían sido interrumpidos durante la retirada en abril de los Guardias Rojos, y una gran cantidad de prisioneros habían sido capturados durante la primera mitad de abril en Tampere y Helsinki. Como consecuencia, 2900 de ellos comenzaron a morir de hambre, enfermedades causadas por la malnutrición, o gripe española, en el mes de junio de 5000 más en julio de 2200 en agosto y otros 1000 en septiembre. La tasa de mortalidad era mayor en el campo de Ekenäs, donde se situaba en el 34 %, mientras que en el resto variaba entre el 5 % y el 20 %. En total, perecieron entre 11 000 y 13 500 finlandeses. Los muertos eran enterrados en fosas comunes cerca de los campos. La mayoría de los prisioneros recibieron una pena condicional o fueron indultados a finales de año, 100 en 1921 (cuando les fueron restaurados los derechos civiles a 40 000 prisioneros) y en 1927 los últimos 50 reos fueron indultados por el gobierno socialdemócrata de Väinö Tanner. En 1973 el gobierno finlandés indemnizó a 11 600 antiguos prisioneros de guerra.

### Compromiso

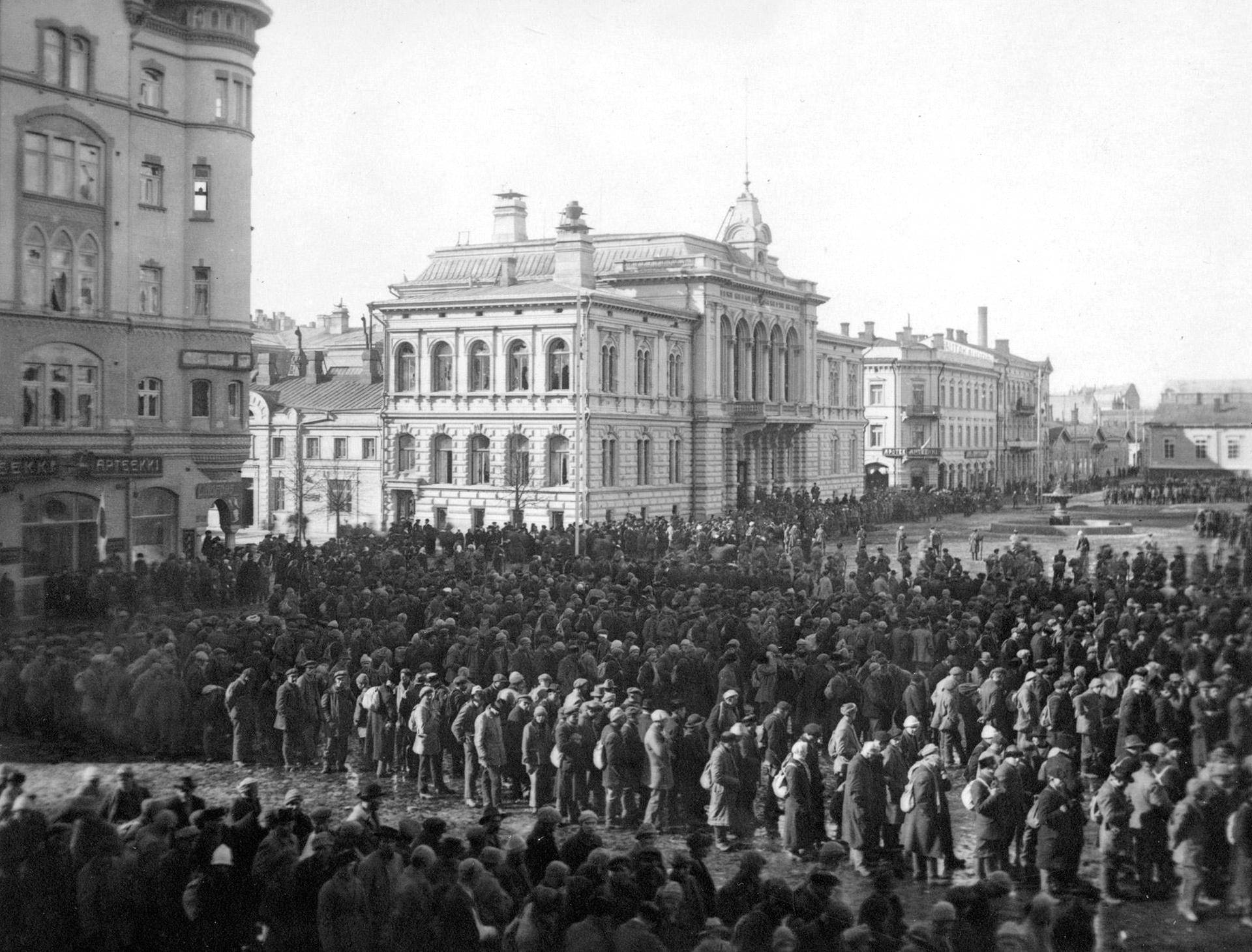
Prisioneros rojos en la plaza central de Tampere en abril de 1918, tras la victoria blanca.

Del mismo modo que el destino de los finlandeses fuera anteriormente decidido, el 15 de marzo de 1917, en Petrogrado, de nuevo fue decidido fuera de Finlandia el 11 de noviembre de 1918, esta vez en Berlín: Alemania capitulaba en la Primera Guerra Mundial. Los grandes planes del Imperio alemán se habían desvanecido en el aire, y la revolución se agitaba entre sus ciudadanos a causa de la escasez de comida, hastío de la guerra y derrota en el frente occidental. Las tropas alemanas partieron de Helsinki el 16 de diciembre, y el príncipe Federico Carlos, que aún no había sido coronado oficialmente, dejó su puesto el 20 de diciembre. El estatus de Finlandia cambió desde un protectorado monárquico del Imperio alemán a una república democrática independiente, al estilo de las democracias occidentales. Las primeras elecciones locales basadas en el sufragio universal de la historia de Finlandia tuvieron lugar entre el 17 y el 28 de diciembre de 1918, y las primeras elecciones generales tras la guerra civil el 3 de marzo de 1919. Los Estados Unidos de América y el Reino Unido reconocieron la soberanía finlandesa el 6 y 7 de mayo de ese año, respectivamente.
Tras la guerra, en 1919, un socialdemócrata moderado de nombre Väinö Voionmaa escribió:

Aquellos que aún confían en el futuro de esta nación deben tener una fe excepcionalmente fuerte. Este país joven, independiente, ha perdido casi todo por culpa de la guerra...
Väinö Voionmaa

En esa misma línea, un liberal no socialista, que a la postre se convertiría en el primer presidente de Finlandia, Kaarlo Juho Ståhlberg, elegido el 25 de julio de 1919, escribiría:

Es urgente devolver a este país al camino del desarrollo y nivel de vida del que ya gozábamos en 1906, y del que nos ha apartado el vendaval de la guerra.
K.J. Ståhlberg

Fue apoyado en esta tarea por Santeri Alkio, líder de la Unión Agraria, y por conservadores finlandeses moderados, como Lauri Ingman.
Junto a otros políticos moderados de derecha e izquierda, la nueva coalición construyó un compromiso en Finlandia que finalmente la convertiría en una democracia parlamentaria estable y abierta. Este compromiso se basaba tanto en la derrota de la Finlandia Roja en la guerra, como en el hecho de que la mayoría de los objetivos políticos de la Finlandia Blanca no se habían alcanzado. Tras la retirada del suelo patrio de las tropas extranjeras, los finlandeses llegaron a la conclusión de que debían llegar a un entendimiento mutuo y de que ninguno de los principales sectores ideológicos debía ser completamente erradicado de la sociedad. La reconciliación llevó a una reunificación nacional lenta y dolorosa, pero firme. El compromiso demostró ser sorprendentemente fuerte y duradero en apariencia. Desde 1919, la democracia y soberanía de Finlandia vencieron los retos del radicalismo de derecha e izquierda, la crisis durante la Segunda Guerra Mundial y la presión de la Unión Soviética durante la Guerra Fría.

## La guerra civil en la literatura
El primer libro de cierta aceptación en Finlandia que trata sobre la guerra, Santa miseria (en finés: Hurskas kurjuus), fue escrito por el Premio Nobel de literatura Frans Eemil Sillanpää en 1919. Entre 1959 y 1962, Väinö Linna, en su trilogía Aquí bajo la estrella del norte (en finés: Täällä Pohjantähden alla), describía la guerra civil y la Segunda Guerra Mundial desde el punto de vista de la gente común. En poesía, Bertel Gripenberg, que había sido voluntario en el ejército blanco, ensalzaba su causa en La Edad Gloriosa (en sueco: Den stora tiden) en 1928. Viljo Kajava, que había experimentado los horrores de la batalla de Tampere a los nueve años de edad, presentó una visión pacifista de la guerra civil en sus Poemas de Tampere 1918 en los años 1960. Asimismo, la novela épica de Kjell Westö: Donde una vez caminamos (en sueco: Där vi en gång gått) trata sobre la guerra civil finlandesa, retratando personas y familias de ambos bandos antes, durante y después de la guerra.